# Tangent (Stargate SG-1)
Tangent (Fuera de Curso en Latinoamérica, Tangentes en España) es el décimo segundo episodio de la cuarta temporada de la serie de televisión de ciencia ficción Stargate SG-1, y el septuagésimo octavo capítulo de toda la serie. 

## Trama
Teal'c y O'Neill realizan el primer vuelo de prueba de fuego del X-301, un caza experimental de la USAF compuesto de partes de planeadores de la muerte de Apophis y tecnología humana, bajo la observación del General Vidrine. El X-301 fue construido con el propósito de ser la primera nave aeroespacial de la Tierra, para defenderla de las naves Goa'uld.
Sin embargo, durante esta prueba de combate, Teal'c pierde el control de la nave, la que continua ascendiendo hasta sobrepasar la atmósfera, rumbo fuera del sistema solar.
Ya a millones de kilómetros de la Tierra, los propulsores se apagan y comienzan a oír la voz de Apophis desde la propia cabina. Es una grabación que les dice que él oculto unos dispositivos dentro de los planeadores para ordenar a la nave que vuelva a su planeta de origen, durante un largo periodo, para que así los traidores no puedan utilizar sus creaciones como castigo por deshonrar a su Dios.
A pesar de que las transmisiones entre la Tierra y el X-301 están retrasadas debido a la distancia, Carter y el Mayor Davis logran junto con Teal'c y Jack trazar un plan para rescatarlos, cuando estos están por pasar la órbita de Júpiter. La idea es utilizar los misiles del X-301 como propulsores para que así, ayudados por la gravedad de Júpiter sean lanzados de vuelta a la Tierra. Desgraciadamente, los misiles no empujan lo suficiente y además se salen de control estrellándose con el propio Caza, dañando su soporte vital. Sólo les queda oxígeno para un día.
Debido a esto, Daniel contacta con los Tok'ra para ver si poseen alguna nave disponible. La Tok'ra Anise le informa sobre un operativo en una misión secreta en un mundo Goa'uld cercano a la Tierra. Carter y Daniel deciden ir en su búsqueda, y al llegar son transportados dentro de una nave de carga que para su suerte pertenece a Jacob/Selmak. Le informan lo sucedido y parten a rescatar al X-301, que esperan alcanzar en poco más de 24 horas.
Para ahorrar oxígeno, Teal'c decide entrar en un estado extremadamente profundo de kel'no'reem. Mientras tanto, debido a que forzaron mucho los motores, el Tel'tak sale del hiperespacio. Pronto, se dan cuenta de que frente a ellos hay 2 naves Ha'taks Goa’uld. Daniel las distrae entablando comunicación, mientras Jacob arregla la hiperpropulsión y escapan justo antes que los planeadores de las naves ataquen.
Llegan donde está el X-301 y encuentran a Jack y Teal'c al borde la muerte. Despiertan a O'Neill para que vuele el techo de la cabina y se expulsen, para así transportarlos con los anillos del Tel'tak. Jacob los sube y son traídos de vuelta a la Tierra sanos y salvos.

## Artistas invitados
- Peter Williams como Apophis (Voz).
- Colin Cunningham como el Mayor Paul Davis.
- Carmen Argenziano como Jacob Carter/Selmak.
- Steven Williams como el Teniente General Vidrine.